# Derartu Tulu
Derartu Tulu (amhariska: ዻራርቱ ቱሉ), född den 21 mars 1972 i Bekoji, är en långdistanslöpare i friidrott från Etiopien. Hon kommer från samma ort som den manlige löparen Kenenisa Bekele. Hon är kusin till systrarna Ejegayehu och Tirunesh Dibaba.
Tulu slog igenom i Barcelona-OS 1992, då hon, otippad, tog hem segern på 10 000 meter. Hennes seger kom att bli ett av "de stora ögonblicken" i OS-historien. Hon blev inte bara Etiopiens första kvinnliga guldmedaljör, utan även Afrikas (söder om Sahara) första kvinna att ta OS-guld. 
Efter ca. 6 000 meter kom loppet att bli en tvekamp mellan Tulu och Sydafrikas Elana Meyer. De två kämpade sida vid sida tills ett varv återstod. Då drog Tulu ifrån och vann med ungefär 30 meter. Efter loppet sprang den färgade Tulu och den vita Meyer hand i hand under segervarvet, vilket sågs som en vacker vision för Afrikas framtid.
Hon deltog även vid VM 1995 i Göteborg då hon blev silvermedaljör på 10 000 meter efter Fernanda Ribeiro. Vid Olympiska sommarspelen 1996 kunde inte hon upprepa bedriften från OS i Barcelona och slutade fyra på tiden 31.10,46. 
Nästa stora framgång var Olympiska sommarspelen 2000 då hon vann sitt andra olympiska guld på 10 000 meter. Denna gång på tiden 30.17,49 vilket var nytt olympiskt rekord på distansen. Samma år vann hon även guld vid VM i terränglöpning. 
Under 2001 blev hon världsmästare på 10 000 meter vid VM i Edmonton marginalen till tvåan landsmannen Berhane Adere var bara fyra hundradelar. Samma år vann hon både Tokyo Maraton och London Maraton. 
Hon deltog vid Olympiska sommarspelen 2004 och blev återmedaljör på 10 000 meter. Denna gång fick hon se sig besegrad av både Huina Xing och Ejagayehu Dibaba. 
Vid VM 2005 tävlade hon i maraton och slutade på en fjärde plats.